# Semiothisa florida
Semiothisa florida är en fjärilsart som beskrevs av Louis Beethoven Prout. Semiothisa florida ingår i släktet Semiothisa och familjen mätare. Inga underarter finns listade i Catalogue of Life.